# 長谷川弘美
長谷川 弘美（はせがわ ひろみ、1969年1月3日 - ）は、日本の元女子プロレスラー。埼玉県川口市出身。

## 経歴
- 1987年6月21日、第1回女子レスリング・オープントーナメント大会61キロ級で優勝。

- 1987年8月5日、全日本女子プロレス後楽園ホール大会における山田敏代戦でプロレスデビュー。

- 目標の選手は長与千種と語っていた。

- 1989年に引退。

## 得意技
ヒップアタック